# TVBS歡樂台
TVBS歡樂台，是台灣TVBS旗下的娛樂節目頻道。

## 歷史
- 1994年9月12日開播，原名「無線黃金頻道」、「TVBS-G 黃金娛樂台」，為TVBS四個家族頻道中，第二個開播的頻道。
- 2009年6月1日零時更名「TVBS歡樂台」，簡稱「歡樂台」。
- 1994年至2004年，定頻在第26頻道（部分有線電視定頻在第4頻道[1]）。2005年，因應中華民國行政院新聞局「同類節目區塊化定頻」政策，頻道搬移至「戲劇區塊」中的第42頻道。
- 專門播放音樂、流行、戲劇、娛樂、體育等精選內容，尤以播放母公司香港無綫電視（TVB）的港劇著名（SD訊號為國語配音，HD訊號為國粵雙語）。除外購節目也製作不少青春偶像劇。
- 最早TVBS節目部，在「八德大樓」內。
- 2000年遷入「南港大樓」一樓。
- 2009年同TVBS部門集中「內湖大樓」，目前位於「內湖大樓」四樓。
- 2014年2月27日起，TVBS歡樂台的HD高畫質版本開始播放，並陸續在各大有線電視系統上架。
- 2014年9月29日起，同家族頻道TVBS新聞台、TVBS一樣，TVBS歡樂台的標清版本更改比例為16:9。
- 2016年12月21日，更換全新台標。[2]

## 外部連結
- TVBS（页面存档备份，存于）